# グループワーク
グループワーク(Social group work)とはソーシャルワークにおける専門技法の一つであり、利用者がグループのプログラム活動に参加することで、メンバー間相互の影響を受け、個人が変化（成長、発達）する援助の過程をいう。

## 概要
展開過程として、1.準備期、2.開始期、3.作業期、4.終結・移行期の4段階が考えられる。
1. 準備期　:　利用者の問題・課題と、援助の内容を明確にする時期である。グループワーカーは、利用者の生活状況、感情、関心事、心配事を理解して、援助活動の過程で起こりうる出来事を予測しておかなければならない。
2. 開始期　:　開始期は利用者（個人）を集団になじませることから始まる。集団の目的、援助活動の日時や回数、期間の予定、費用、プログラム活動の内容、利用者同士の役割分担、約束事などを確認し、提供する援助活動が利用者の期待・要求と一致したものかどうかを確認する。
3. 作業期　:　集団が発達する時期である。集団独特の行動の仕方や物の考え方が生まれ、集団内の個人は一致した行動をとることが要求される。グループワーカーは、このような集団内での個人の相互作用の様子を観察して、利用者個人の具体的な目標を明らかにする。
4. 終結・移行期　:　終結・移行期は、集団活動を終わらせて評価する。援助活動の意義、学んだことを明らかにして、援助後の個人のアフターケアを計画する。